# Liste der Botschafter der Vereinigten Staaten in Südvietnam
Die Liste der Botschafter der Vereinigten Staaten in Südvietnam bietet einen Überblick über die Leiter der US-amerikanischen diplomatischen Vertretung in Südvietnam seit der Aufnahme diplomatischer Beziehungen bis zur Wiedervereinigung mit Nordvietnam.

## Botschafter
| Amtszeit  | Name                   | Anmerkung                                |
| --------- | ---------------------- | ---------------------------------------- |
| 1950–1954 | Donald R. Heath        | zuerst Beauftragter, ab 1952 Botschafter |
| 1955–1957 | G. Frederick Reinhardt |                                          |
| 1957–1961 | Elbridge Durbrow       |                                          |
| 1961–1963 | Frederick Nolting      |                                          |
| 1963–1964 | Henry Cabot Lodge Jr.  |                                          |
| 1964–1965 | Maxwell D. Taylor      |                                          |
| 1965–1967 | Henry Cabot Lodge Jr.  |                                          |
| 1967–1973 | Ellsworth Bunker       |                                          |
| 1973–1975 | Graham Martin          |                                          |

### Stellvertretender Botschafter
| Amtszeit  | Name                  | Anmerkung |
| --------- | --------------------- | --------- |
| 1964–1965 | U. Alexis Johnson     |           |
| 1965–1967 | William J. Porter     |           |
| 1967–1968 | Eugene M. Locke       |           |
| 1968–1972 | Samuel D. Berger      |           |
| 1972–1973 | Charles S. Whitehouse |           |